# 4-Fluor-3-nitroanilin
4-Fluor-3-nitroanilin ist eine chemische Verbindung aus der Gruppe der Nitroaniline. Von den zehn möglichen Isomeren des Fluornitroanilins hat nur das 4-Fluor-3-nitroanilin kommerzielle Bedeutung erlangt. Die 2,3-, 2,6- und 3,2-Isomere wurden noch nicht hergestellt.

## Gewinnung und Darstellung
4-Fluor-3-nitroanilin kann durch Nitrierung von p-Fluoranilin unter wasserfreien Bedingungen hergestellt werden.
Es wurde erstmals von Arnold F. Holleman hergestellt, einem niederländischen Chemiker, der für seine Substitutionsregeln im Benzolkern bekannt ist. In den nächsten 60 Jahren blieb die Verbindung eine reine Laborkuriosität und erst Ende der 1960er Jahre verstärkte sich die Forschungstätigkeit für neue Haarfarben und es wurde nach wirtschaftlicheren Produktionsmethoden für 4-Fluor-3-nitroanilin gesucht. Ein geeignetes Herstellungsverfahren, das die umfangreiche Harzbildung während der Nitrierung auf ein Minimum reduziert und die Produktausbeute auf bis zu 85 % erhöht, wurde entwickelt. Die kommerzielle Produktion der Verbindung wurde Ende 1968 von Olin Chemicals, Stamford, Connecticut, aufgenommen.

## Eigenschaften
4-Fluor-3-nitroanilin ist ein hellbrauner Feststoff mit charakteristischem Geruch, der praktisch unlöslich in Wasser ist.

## Verwendung
4-Fluor-3-nitroanilin wird zur Herstellung von handelsüblichen Haarfarben verwendet. Es ist ein Zwischenprodukt für organische Synthese von Verbindungen die in der Pharmazie und der Agrochemie verwendet werden.